# 万福寺 (下呂市)
萬福寺（まんぷくじ）は岐阜県下呂市金山町にある釈迦如来を本尊とする臨済宗妙心寺派の寺院で、山号を神亀山と称する。
神亀元年（724年）泰澄により開かれたと伝わる。その後、天台宗の寺院として亀像院と称するが、廃れた。天文7年（1538年）に三木直頼が禅昌寺の杲天慧紹を招いて臨済宗妙心寺派の寺院となり、寛永年間に現在の寺号に改める。宝暦6年（1756年）に火災に遭うが、安永5年（1776年）に14世謙堂智存により再建を果たしている。
寺宝として本堂にある文政年間の龍の彫刻が下呂市の文化財、境内にある同じく文政年間の逆さ松傘積みの石垣が同市の史跡に指定されている。
益田津三十三観音霊場のうち、中津原の潮音堂（3番札所、本尊聖観世御菩薩）、福来の善応堂（4番札所、本尊聖観世音菩薩）、蛇之尾の如日堂（9番札所、本尊聖観世音菩薩）、夏焼の妙智堂（10番札所、本尊薬師如来）ならびに自在堂（11番札所、本尊聖観世音菩薩）を管理している。また、令和3年（2021年）から始まった下呂温泉周遊七福神めぐりでは福禄寿を祀る霊場となっている。